# Гоенфельс-Ессінген
Гоенфельс-Ессінген (нім. Hohenfels-Essingen) — громада в Німеччині, розташована в землі Рейнланд-Пфальц. Входить до складу району Вульканайфель. Складова частина об'єднання громад Герольштайн.
Площа — 5,02 км2. Населення становить 307 ос. (станом на 31 грудня 2020).

## Галерея
